# Melodifestivalen 2021
Melodifestivalen 2021 fue la 61ª edición del Melodifestivalen, un festival de música que la cadena de televisión SVT utiliza para seleccionar la canción sueca para participar en el Festival de la Canción de Eurovisión 2021, que se celebró en la ciudad de Rotterdam (Países Bajos) en el mes de mayo de 2021. Debido al impacto de la pandemia de COVID-19, esta edición se celebró íntegramente en el Annex Hall del Stockholm Globe City de Estocolmo, por lo que no hubo el habitual tour por diversas ciudades de Suecia, y sin público en ninguna de las galas. Esta edición será la primera desde 2013 en la que la final no se celebrará en el Friends Arena de Estocolmo.

## Sistema de votación
Como ya se estableció en la edición de 2019, el sistema de votación incluye exclusivamente el voto a través de llamada telefónica y de la aplicación oficial del Melodifestivalen, ofrecida por la SVT exclusivamente en Suecia.
Los 5 votos permitidos por persona emitidos por la aplicación son acumulados al grupo al que corresponde la persona que ha votado. Este grupo está definido por la edad del votante. Habiendo un total de 7 grupos, que está representados por diferentes colores. El mítico corazón en pantalla mientras se realizan las actuaciones, además de latir con diferentes intensidades, cambiará de color según el grupo del que más votos esté recibiendo desde la aplicación.
Los grupos definidos por la SVT son los siguientes:     3 - 9 años      10 - 15 años      16 - 29 años      30 - 44 años      45 - 56 años      60 - 74 años      +75 años
El grupo de las llamadas telefónicas no tiene un color definido.

## Sede
| Fecha                 | Evento        | Ciudad    | Sede                 |  |
| --------------------- | ------------- | --------- | -------------------- |  |
| 6 de febrero de 2021  | Semifinal 1   | Estocolmo | Stockholm Globe City |  |
| 13 de febrero de 2021 | Semifinal 2   | Estocolmo | Stockholm Globe City |  |
| 20 de febrero de 2021 | Semifinal 3   | Estocolmo | Stockholm Globe City |  |
| 27 de febrero de 2021 | Semifinal 4   | Estocolmo | Stockholm Globe City |  |
| 6 de marzo de 2021    | Andra Chansen | Estocolmo | Stockholm Globe City |  |
| 13 de marzo de 2021   | Final         | Estocolmo | Stockholm Globe City |  |

## Presentadores
Cada gala de esta edición estará presentada por Christer Björkman, productor del festival desde 2002 y que dejará el cargo este mismo año. En cada una de las galas, Björkman estará acompañado por diferentes artistas: Lena Philipsson, Oscar Zia & Anis Don Demina, Jason Diakité, Per Andersson & Pernilla Wahlgren, Shirley Clamp, Måns Zelmerlöw & Shima Niavarani.

## Participantes
La SVT, emisora anfitriona del evento, anunció el 27 de noviembre de 2020 que a partir del 1 de diciembre iría publicando paulatinamente los 28 artistas participantes en esta edición.
| Artista                | Canción (Traducción)                                       | Idioma | Compositor(es)                                                                           |
| ---------------------- | ---------------------------------------------------------- | ------ | ---------------------------------------------------------------------------------------- |
| Álvaro Estrella        | «Baila Baila» (Baila baila)                                |        | Anderz Wrethov, Linnea Deb, Jimmy "Joker" Thörnfeldt                                     |
| Anton Ewald            | «New Religion» (Nueva religión)                            |        | Jonas Wallin, Joe Killington, Anton Ewald, Maja Strömstedt                               |
| Arvingarna             | «Tänker Inte Alls Gå Hem» (No pienso en irme a casa)       |        | Stefan Brunzell, Nanne Grönvall, Thomas G:son, Bobby Ljunggren                           |
| Charlotte Perrelli     | «Still Young» (Seguimos jóvenes)                           |        | Thomas G:son, Bobby Ljunggren, Erik Bernholm, Charlie Gustavsson                         |
| Clara Klingenström     | «Behöver Inte Dig Idag» (No te necesito hoy)               |        | Clara Klingenström, Bobby Ljunggren, David Lindgren Zacharias                            |
| Danny Saucedo          | «Dandi Dansa» (Dandi dansa)                                |        | Danny Saucedo, Karl-Johan Råsmark                                                        |
| Dotter                 | «Little Tot» (Pequeña bebé)                                |        | Johanna Jansson, Dino Medanhodzic                                                        |
| Efraim Leo             | «Best Of Me» (Lo mejor de mí)                              |        | Efraim Leo, Cornelia Jakobsdotter, Amanda Björkegren, Herman Gardarfve                   |
| Elisa                  | «Den Du Är» (Dónde estás)                                  |        | Bobby Ljunggren, Ingela "Pling" Forsman, Elisa Lindström                                 |
| Emil Assergård         | «Om Allting Skiter Sig» (Si todo se arruina)               |        | Emil Assergård, Jimmy Jansson, Jimmy "Joker" Thörnfeldt, Anderz Wrethov, Johanna Wrethov |
| Eric Saade             | «Every Minute» (Cada minuto)                               |        | Eric Saade, Linnea Deb, Joy Deb, Jimmy "Joker" Thörnfeldt                                |
| Eva Rydberg & Ewa Roos | «Rena Rama Ding Dong» (Rena Rama Ding Dong)                |        | Göran Sparrdahl, Kalle Rydberg, Ari Lehtonen                                             |
| Frida Green            | «The Silence» (El silencio)                                |        | Anna Bergendahl, Bobby Ljunggren, David Lindgren Zacharias, Joy Deb                      |
| Jessica Andersson      | «Horizon» (Horizonte)                                      |        | David Kreuger, Fredrik Kempe, Marcus Lidén, Christian Holmström                          |
| Julia Alfrida          | «Rich» (Ricos)                                             |        | Julia Alfrida, Jimmy Jansson, Melanie Wehbe                                              |
| Kadiatou               | «One Touch» (Un toque)                                     |        | Joy Deb, Linnea Deb, Jimmy "Joker" Thörnfeldt, Anderz Wrethov                            |
| Klara Hammarström      | «Beat Of Broken Hearts» (El latido de los corazones rotos) |        | David Kreuger, Fredrik Kempe, Niklas Carson Mattson, Andreas Wijk                        |
| Lillasyster            | «Pretender» (Pretendiente)                                 |        | Isak Hallén, Jakob Redtzer, Martin Westerstrand, Ian Paolo Lira, Palle Hammarlund        |
| Lovad                  | «Allting Är Precis Likadant» (Todo está exactamente igual) |        | Mattias Andréasson, Alexander Nivek, Lova Drevstam, Albin Johnsén                        |
| Mustasch               | «Contagious» (Contagioso)                                  |        | Ralf Gyllenhammar, David Johannesson                                                     |
| Nathalie Brydolf       | «Fingerprints» (Huellas digitales)                         |        | Andreas Stone Johansson, Etta Zelmani, Laurell Barker, Anna-Klara Folin                  |
| Patrik Jean            | «Tears Run Dry» (Se secan las lágrimas)                    |        | Herman Gardarfve, Patrik Jean, Melanie Wehbe                                             |
| Paul Rey               | «The Missing Piece» (La pieza faltante)                    |        | Fredrik Sonefors, Laurell Barker, Paul Rey                                               |
| Sannex                 | «All Inclusive» (Todo incluido)                            |        | Greta Svensson, Hans Thorstensson                                                        |
| Tess Merkel            | «Good Life» (Buena vida)                                   |        | Tony Malm, Tess Merkel, Palle Hammarlund, Mats Tärnfors                                  |
| The Mamas              | «In the Middle» (En el medio)                              |        | Emily Falvey, Robin Stjernberg, Jimmy Jansson                                            |
| Tusse                  | «Voices» (Voces)                                           |        | Joy Deb, Linnea Deb, Jimmy "Joker" Thörnfeldt, Anderz Wrethov                            |
| WAHL feat. SAMI        | «90-Talet» (Los 90's)                                      |        | Sami Rekik, Christopher Wahlberg, Josefin Glenmark, Jesper Welander, Andreas Larsson     |

## Festival

### Semifinales

#### Semifinal 1
La primera semifinal del Melodifestivalen se celebró el 6 de febrero de 2021. En ella participaron los debutantes Kadiatou, Lillasyster y Nathalie Brydolf, así como los veteranos Arvingarna y los repetidores Jessica Andersson, Paul Rey y Danny Saucedo.
Clasificaron directamente a la final Dandi Dansa de Danny Saucedo y Tänker inte als gå hem de Arvingarna. Llama la atención que ambas canciones están en sueco. Por otra parte, Paul Rey y Lillasyster pasaron al Andra Chansen, dejando en los tres puestos más bajos a las únicas tres intérpretes femeninas de la Semi Final.
| N.º | Artista           | Canción                   | Votos     | Puntos | Lugar | Resultado     |
| --- | ----------------- | ------------------------- | --------- | ------ | ----- | ------------- |
| 1   | Kadiatou          | «One Touch»               | 967,331   | 29     | 6     | Eliminada     |
| 2   | Lillasyster       | «Pretender»               | 1,159,154 | 48     | 4     | Andra Chansen |
| 3   | Jessica Andersson | «Horizon»                 | 1,065,794 | 38     | 5     | Eliminada     |
| 4   | Paul Rey          | «The Missing Piece»       | 1,239,146 | 68     | 3     | Andra Chansen |
| 5   | Arvingarna        | «Tänker Inte Alls Gå Hem» | 1,190,449 | 72     | 2     | Finalistas    |
| 6   | Nathalie Brydolf  | «Fingerprints»            | 825,414   | 11     | 7     | Eliminada     |
| 7   | Danny Saucedo     | «Dandi Dansa»             | 1,377,663 | 78     | 1     | Finalista     |

| N.º | Artista           | Canción                   | Grupos de Edad | Grupos de Edad | Grupos de Edad | Grupos de Edad | Grupos de Edad | Grupos de Edad | Grupos de Edad | Grupos de Edad | Lugar | Total |
| N.º | Artista           | Canción                   | 3-9            | 10-15          | 16-29          | 30-44          | 45-59          | 60-74          | 75+            | Llamadas       | Lugar | Total |
| --- | ----------------- | ------------------------- | -------------- | -------------- | -------------- | -------------- | -------------- | -------------- | -------------- | -------------- | ----- | ----- |
| 1   | Kadiatou          | «One Touch»               | 10             | 8              | 4              | 2              | 1              | 1              | 2              | 1              | 6     | 29    |
| 2   | Lillasyster       | «Pretender»               | 2              | 2              | 8              | 12             | 6              | 4              | 4              | 10             | 4     | 48    |
| 3   | Jessica Andersson | «Horizon»                 | 4              | 4              | 2              | 4              | 4              | 8              | 8              | 4              | 5     | 38    |
| 4   | Paul Rey          | «The Missing Piece»       | 12             | 12             | 10             | 8              | 8              | 6              | 6              | 6              | 3     | 68    |
| 5   | Arvingarna        | «Tänker Inte Alls Gå Hem» | 8              | 6              | 6              | 6              | 10             | 12             | 12             | 12             | 2     | 72    |
| 6   | Nathalie Brydolf  | «Fingerprints»            | 1              | 1              | 1              | 1              | 2              | 2              | 1              | 2              | 7     | 11    |
| 7   | Danny Saucedo     | «Dandi Dansa»             | 6              | 10             | 12             | 10             | 12             | 10             | 10             | 8              | 1     | 78    |

#### Semifinal 2
La segunda semifinal del Melodifestivalen se celebró el día 13 de febrero de 2021.
| N.º | Artista                | Canción               | Votos     | Puntos | Lugar | Resultado     |
| --- | ---------------------- | --------------------- | --------- | ------ | ----- | ------------- |
| 1   | Anton Ewald            | «New Religion»        | 1,218,312 | 68     | 2     | Finalista     |
| 2   | Julia Alfrida          | «Rich»                | 751,337   | 11     | 7     | Eliminada     |
| 3   | WAHL junto a SAMI      | «90-talet»            | 961,160   | 30     | 6     | Eliminados    |
| 4   | Frida Green            | «The Silence»         | 1,028,299 | 47     | 4     | Andra Chansen |
| 5   | Eva Rydberg & Ewa Roos | «Rena Rama Ding Dong» | 997,947   | 52     | 3     | Andra Chansen |
| 6   | Patrik Jean            | «Tears Run Dry»       | 1,049,434 | 44     | 5     | Eliminado     |
| 7   | Dotter                 | «Little Tot»          | 1,464,962 | 92     | 1     | Finalista     |

| N.º | Artista                | Canción               | Grupos de Edad | Grupos de Edad | Grupos de Edad | Grupos de Edad | Grupos de Edad | Grupos de Edad | Grupos de Edad | Grupos de Edad | Lugar | Total |
| N.º | Artista                | Canción               | 3-9            | 10-15          | 16-29          | 30-44          | 45-59          | 60-74          | 75+            | Llamadas       | Lugar | Total |
| --- | ---------------------- | --------------------- | -------------- | -------------- | -------------- | -------------- | -------------- | -------------- | -------------- | -------------- | ----- | ----- |
| 1   | Anton Ewald            | «New Religion»        | 10             | 10             | 8              | 10             | 10             | 6              | 8              | 6              | 2     | 68    |
| 2   | Julia Alfrida          | «Rich»                | 4              | 1              | 1              | 1              | 1              | 1              | 1              | 1              | 7     | 11    |
| 3   | WAHL junto a SAMI      | «90-talet»            | 8              | 2              | 2              | 8              | 4              | 2              | 2              | 2              | 6     | 30    |
| 4   | Frida Green            | «The Silence»         | 1              | 8              | 4              | 4              | 8              | 8              | 6              | 8              | 4     | 47    |
| 5   | Eva Rydberg & Ewa Roos | «Rena Rama Ding Dong» | 2              | 6              | 6              | 2              | 2              | 10             | 12             | 12             | 3     | 52    |
| 6   | Patrik Jean            | «Tears Run Dry»       | 6              | 4              | 10             | 6              | 6              | 4              | 4              | 4              | 5     | 44    |
| 7   | Dotter                 | «Little Tot»          | 12             | 12             | 12             | 12             | 12             | 12             | 10             | 10             | 1     | 92    |

#### Semifinal 3
La tercera semifinal del Melodifestivalen tuvo lugar el día 20 de febrero de 2021.
| N.º | Artista            | Canción                 | Votos     | Puntos | Lugar | Resultado     |
| --- | ------------------ | ----------------------- | --------- | ------ | ----- | ------------- |
| 1   | Charlotte Perrelli | «Still Young»           | 1,272,523 | 62     | 2     | Finalista     |
| 2   | Emil Assergård     | «Om Allting Skiter Sig» | 987,458   | 34     | 5     | Eliminado     |
| 3   | Klara Hammarström  | «Beat Of Broken Hearts» | 1,252,895 | 58     | 4     | Andra Chansen |
| 4   | Mustasch           | «Contagious»            | 763,045   | 18     | 6     | Eliminados    |
| 5   | Elisa              | «Den Du Är»             | 613,779   | 18     | 7     | Eliminada     |
| 6   | Álvaro Estrella    | «Baila Baila»           | 1,193,914 | 60     | 3     | Andra Chansen |
| 7   | Tusse              | «Voices»                | 1,919,353 | 94     | 1     | Finalista     |

| N.º | Artista            | Canción                 | Grupos de Edad | Grupos de Edad | Grupos de Edad | Grupos de Edad | Grupos de Edad | Grupos de Edad | Grupos de Edad | Grupos de Edad | Lugar | Total |
| N.º | Artista            | Canción                 | 3-9            | 10-15          | 16-29          | 30-44          | 45-59          | 60-74          | 75+            | Llamadas       | Lugar | Total |
| --- | ------------------ | ----------------------- | -------------- | -------------- | -------------- | -------------- | -------------- | -------------- | -------------- | -------------- | ----- | ----- |
| 1   | Charlotte Perrelli | «Still Young»           | 4              | 6              | 4              | 8              | 10             | 10             | 10             | 10             | 2     | 62    |
| 2   | Emil Assergård     | «Om Allting Skiter Sig» | 6              | 4              | 8              | 4              | 2              | 2              | 2              | 6              | 5     | 34    |
| 3   | Klara Hammarström  | «Beat Of Broken Hearts» | 12             | 10             | 10             | 10             | 6              | 4              | 4              | 2              | 4     | 58    |
| 4   | Mustasch           | «Contagious»            | 2              | 2              | 2              | 2              | 4              | 1              | 1              | 4              | 6     | 18    |
| 5   | Elisa              | «Den Du Är»             | 1              | 1              | 1              | 1              | 1              | 6              | 6              | 1              | 7     | 18    |
| 6   | Álvaro Estrella    | «Baila Baila»           | 8              | 8              | 6              | 6              | 8              | 8              | 8              | 8              | 3     | 60    |
| 7   | Tusse              | «Voices»                | 10             | 12             | 12             | 12             | 12             | 12             | 12             | 12             | 1     | 94    |

#### Semifinal 4
La cuarta semifinal del Melodifestivalen se celebró el día 27 de febrero de 2021.
| N.º | Artista            | Canción                      | Votos     | Puntos | Lugar | Resultado     |
| --- | ------------------ | ---------------------------- | --------- | ------ | ----- | ------------- |
| 1   | Tess Merkel        | «Good Life»                  | 868,050   | 40     | 5     | Eliminada     |
| 2   | Lovad              | «Allting Är Precis Likadant» | 783,763   | 21     | 6     | Eliminada     |
| 3   | Efraim Leo         | «Best Of Me»                 | 1,035,821 | 52     | 3     | Andra Chansen |
| 4   | The Mamas          | «In the Middle»              | 1,550,459 | 94     | 1     | Finalistas    |
| 5   | Sannex             | «All Inclusive»              | 609,909   | 14     | 7     | Eliminados    |
| 6   | Clara Klingenström | «Behöver Inte Dig Idag»      | 930,002   | 51     | 4     | Andra Chansen |
| 7   | Eric Saade         | «Every Minute»               | 1,179,580 | 72     | 2     | Finalista     |

| N.º | Artista            | Canción                      | Grupos de Edad | Grupos de Edad | Grupos de Edad | Grupos de Edad | Grupos de Edad | Grupos de Edad | Grupos de Edad | Grupos de Edad | Lugar | Total |
| N.º | Artista            | Canción                      | 3-9            | 10-15          | 16-29          | 30-44          | 45-59          | 60-74          | 75+            | Llamadas       | Lugar | Total |
| --- | ------------------ | ---------------------------- | -------------- | -------------- | -------------- | -------------- | -------------- | -------------- | -------------- | -------------- | ----- | ----- |
| 1   | Tess Merkel        | «Good Life»                  | 6              | 4              | 4              | 4              | 6              | 6              | 4              | 6              | 5     | 40    |
| 2   | Lovad              | «Allting Är Precis Likadant» | 2              | 6              | 6              | 2              | 2              | 1              | 1              | 1              | 6     | 21    |
| 3   | Efraim Leo         | «Best Of Me»                 | 10             | 8              | 8              | 8              | 4              | 4              | 6              | 4              | 3     | 52    |
| 4   | The Mamas          | «In the Middle»              | 12             | 12             | 12             | 12             | 12             | 12             | 12             | 10             | 1     | 94    |
| 5   | Sannex             | «All Inclusive»              | 4              | 1              | 1              | 1              | 1              | 2              | 2              | 2              | 7     | 14    |
| 6   | Clara Klingenström | «Behöver Inte Dig Idag»      | 1              | 2              | 2              | 6              | 8              | 10             | 10             | 12             | 4     | 51    |
| 7   | Eric Saade         | «Every Minute»               | 8              | 10             | 10             | 10             | 10             | 8              | 8              | 8              | 2     | 72    |

### Andra Chansen
El Andra Chansen (Segunda Oportunidad) del Melodifestivalen tendrá lugar el 6 de marzo.
| Duelo | N.º | Artista                | Canción                 | Votos     | Puntos | Resultado  |
| ----- | --- | ---------------------- | ----------------------- | --------- | ------ | ---------- |
| I     | 1   | Álvaro Estrella        | «Baila Baila»           | 1,365,376 | 7      | Finalista  |
| I     | 2   | Lillasyster            | «Pretender»             | 1,163,807 | 1      | Eliminados |
| II    | 3   | Frida Green            | «The Silence»           | 925,473   | 1      | Eliminada  |
| II    | 4   | Paul Rey               | «The Missing Piece»     | 1,207,581 | 7      | Finalista  |
| III   | 5   | Eva Rydberg & Ewa Roos | «Rena Rama Ding Dong»   | 1,173,492 | 3      | Eliminadas |
| III   | 6   | Clara Klingenström     | «Behöver Inte Dig Idag» | 1,276,040 | 5      | Finalista  |
| IV    | 7   | Klara Hammarström      | «Beat Of Broken Hearts» | 1,139,262 | 8      | Finalista  |
| IV    | 8   | Efraim Leo             | «Best Of Me»            | 908,611   | 0      | Eliminado  |

| Duelo | N.º | Artista                | Canción                 | Grupos de Edad | Grupos de Edad | Grupos de Edad | Grupos de Edad | Grupos de Edad | Grupos de Edad | Grupos de Edad | Grupos de Edad | Total |
| Duelo | N.º | Artista                | Canción                 | 3-9            | 10-15          | 16-29          | 30-44          | 45-59          | 60-74          | 75+            | Llamadas       | Total |
| ----- | --- | ---------------------- | ----------------------- | -------------- | -------------- | -------------- | -------------- | -------------- | -------------- | -------------- | -------------- | ----- |
| I     | 1   | Álvaro Estrella        | «Baila Baila»           | 1              | 1              | 1              | 1              | 1              | 1              | 1              | 0              | 7     |
| I     | 2   | Lillasyster            | «Pretender»             | 0              | 0              | 0              | 0              | 0              | 0              | 0              | 1              | 1     |
| II    | 3   | Frida Green            | «The Silence»           | 0              | 0              | 0              | 0              | 0              | 0              | 0              | 1              | 1     |
| II    | 4   | Paul Rey               | «The Missing Piece»     | 1              | 1              | 1              | 1              | 1              | 1              | 1              | 0              | 7     |
| III   | 5   | Eva Rydberg & Ewa Roos | «Rena Rama Ding Dong»   | 1              | 1              | 1              | 0              | 0              | 0              | 0              | 0              | 3     |
| III   | 6   | Clara Klingenström     | «Behöver Inte Dig Idag» | 0              | 0              | 0              | 1              | 1              | 1              | 1              | 1              | 5     |
| IV    | 7   | Klara Hammarström      | «Beat Of Broken Hearts» | 1              | 1              | 1              | 1              | 1              | 1              | 1              | 1              | 8     |
| IV    | 8   | Efraim Leo             | «Best Of Me»            | 0              | 0              | 0              | 0              | 0              | 0              | 0              | 0              | 0     |

### Final
La final del Melodifestivalen se celebrará el día 13 de marzo en Estocolmo.
| N.º | Artista            | Canción                   | Jurado | Televoto  | Televoto | Lugar | Puntos |
| N.º | Artista            | Canción                   | Puntos | Votos     | Puntos   | Lugar | Puntos |
| --- | ------------------ | ------------------------- | ------ | --------- | -------- | ----- | ------ |
| 1   | Danny Saucedo      | «Dandi Dansa»             | 39     | 1,309,741 | 35       | 7     | 74     |
| 2   | Klara Hammarström  | «Beat Of Broken Hearts»   | 43     | 1,341,566 | 36       | 6     | 79     |
| 3   | Anton Ewald        | «New Religion»            | 9      | 1,066,340 | 16       | 11    | 25     |
| 4   | The Mamas          | «In the Middle»           | 50     | 1,646,198 | 56       | 3     | 106    |
| 5   | Paul Rey           | «The Missing Piece»       | 18     | 998,030   | 7        | 12    | 25     |
| 6   | Charlotte Perrelli | «Still Young»             | 32     | 1,016,557 | 28       | 8     | 60     |
| 7   | Tusse              | «Voices»                  | 79     | 2,964,269 | 96       | 1     | 175    |
| 8   | Álvaro Estrella    | «Baila Baila»             | 7      | 1,071,188 | 19       | 10    | 26     |
| 9   | Clara Klingenström | «Behöver Inte Dig Idag»   | 39     | 1,455,605 | 52       | 5     | 91     |
| 10  | Eric Saade         | «Every Minute»            | 69     | 1,471,324 | 49       | 2     | 118    |
| 11  | Dotter             | «Little Tot»              | 57     | 1,488,599 | 48       | 4     | 105    |
| 12  | Arvingarna         | «Tänker Inte Alls Gå Hem» | 22     | 923,022   | 22       | 9     | 44     |

| Votación del Jurado Internacional | Votación del Jurado Internacional | Votación del Jurado Internacional | Votación del Jurado Internacional | Votación del Jurado Internacional | Votación del Jurado Internacional | Votación del Jurado Internacional | Votación del Jurado Internacional | Votación del Jurado Internacional | Votación del Jurado Internacional | Votación del Jurado Internacional |
| Artista                           | Canción                           | Bandera de Francia                | Bandera de Albania                | Bandera de Islandia               | Bandera de Israel                 | Bandera del Reino Unido           | Bandera de Suiza                  | Bandera de Chipre                 | Bandera de los Países Bajos       | Total                             |
| --------------------------------- | --------------------------------- | --------------------------------- | --------------------------------- | --------------------------------- | --------------------------------- | --------------------------------- | --------------------------------- | --------------------------------- | --------------------------------- | --------------------------------- |
| Danny Saucedo                     | «Dandi Dansa»                     | 3                                 | 3                                 | 7                                 | 3                                 | 6                                 | 6                                 | 6                                 | 5                                 | 39                                |
| Klara Hammarström                 | «Beat Of Broken Hearts»           | 8                                 | 4                                 | 8                                 | 8                                 | 4                                 | 5                                 | 2                                 | 4                                 | 43                                |
| Anton Ewald                       | «New Religion»                    | 2                                 | 2                                 | 0                                 | 2                                 | 0                                 | 2                                 | 0                                 | 1                                 | 9                                 |
| The Mamas                         | «In the Middle»                   | 6                                 | 6                                 | 6                                 | 4                                 | 12                                | 8                                 | 1                                 | 7                                 | 50                                |
| Paul Rey                          | «The Missing Piece»               | 1                                 | 5                                 | 2                                 | 1                                 | 0                                 | 3                                 | 0                                 | 6                                 | 18                                |
| Charlotte Perrelli                | «Still Young»                     | 5                                 | 1                                 | 3                                 | 7                                 | 5                                 | 1                                 | 10                                | 0                                 | 32                                |
| Tusse                             | «Voices»                          | 12                                | 10                                | 12                                | 10                                | 7                                 | 12                                | 4                                 | 12                                | 79                                |
| Álvaro Estrella                   | «Baila Baila»                     | 0                                 | 0                                 | 1                                 | 0                                 | 1                                 | 0                                 | 5                                 | 0                                 | 7                                 |
| Clara Klingenström                | «Behöver Inte Dig Idag»           | 10                                | 7                                 | 10                                | 5                                 | 2                                 | 0                                 | 3                                 | 2                                 | 39                                |
| Eric Saade                        | «Every Minute»                    | 4                                 | 8                                 | 5                                 | 12                                | 8                                 | 10                                | 12                                | 10                                | 69                                |
| Dotter                            | «Little Tot»                      | 7                                 | 12                                | 4                                 | 6                                 | 10                                | 7                                 | 8                                 | 3                                 | 57                                |
| Arvingarna                        | «Tänker Inte Alls Gå Hem»         | 0                                 | 0                                 | 0                                 | 0                                 | 3                                 | 4                                 | 7                                 | 8                                 | 22                                |

| N.º | Artista            | Canción                   | Jurado | Televoto/SMS/App | Televoto/SMS/App                          | Televoto/SMS/App                          | Televoto/SMS/App                          | Televoto/SMS/App                          | Televoto/SMS/App                          | Televoto/SMS/App                          | Televoto/SMS/App                          | Televoto/SMS/App                          | Televoto/SMS/App | Total | Posición |
| N.º | Artista            | Canción                   | Jurado | Votos            | Distribución de puntos por grupos de edad | Distribución de puntos por grupos de edad | Distribución de puntos por grupos de edad | Distribución de puntos por grupos de edad | Distribución de puntos por grupos de edad | Distribución de puntos por grupos de edad | Distribución de puntos por grupos de edad | Distribución de puntos por grupos de edad | Puntos           | Total | Posición |
| N.º | Artista            | Canción                   | Jurado | Votos            | 3-9                                       | 10-15                                     | 16-29                                     | 30-44                                     | 45-59                                     | 60-74                                     | 75+                                       | Teléfono                                  | Puntos           | Total | Posición |
| --- | ------------------ | ------------------------- | ------ | ---------------- | ----------------------------------------- | ----------------------------------------- | ----------------------------------------- | ----------------------------------------- | ----------------------------------------- | ----------------------------------------- | ----------------------------------------- | ----------------------------------------- | ---------------- | ----- | -------- |
| 1   | Danny Saucedo      | "Dandi dansa"             | 39     | 1.309.741        | 10                                        | 6                                         | 6                                         | 4                                         | 4                                         | 1                                         | 1                                         | 3                                         | 35               | 74    | 7        |
| 2   | Klara Hammarström  | "Beat of Broken Hearts"   | 43     | 1.341.566        | 8                                         | 8                                         | 5                                         | 5                                         | 3                                         | 2                                         | 3                                         | 2                                         | 36               | 79    | 6        |
| 3   | Anton Ewald        | "New Religion"            | 9      | 1.066.340        | 7                                         | 4                                         | 3                                         | 2                                         | 0                                         | 0                                         | 0                                         | 0                                         | 16               | 25    | 11       |
| 4   | The Mamas          | "In the Middle"           | 50     | 1.646.198        | 3                                         | 10                                        | 10                                        | 10                                        | 7                                         | 6                                         | 6                                         | 4                                         | 56               | 106   | 3        |
| 5   | Paul Rey           | "The Missing Piece"       | 18     | 998.030          | 2                                         | 3                                         | 2                                         | 0                                         | 0                                         | 0                                         | 0                                         | 0                                         | 7                | 25    | 12       |
| 6   | Charlotte Perrelli | "Still Young"             | 32     | 1.016.557        | 0                                         | 0                                         | 0                                         | 1                                         | 5                                         | 8                                         | 8                                         | 6                                         | 28               | 60    | 8        |
| 7   | Tusse              | "Voices"                  | 79     | 2.964.269        | 12                                        | 12                                        | 12                                        | 12                                        | 12                                        | 12                                        | 12                                        | 12                                        | 96               | 175   | 1        |
| 8   | Álvaro Estrella    | "Baila Baila"             | 7      | 1.071.188        | 5                                         | 2                                         | 1                                         | 3                                         | 2                                         | 3                                         | 2                                         | 1                                         | 19               | 26    | 10       |
| 9   | Clara Klingenström | "Behöver inte dig idag"   | 39     | 1.455.605        | 1                                         | 1                                         | 4                                         | 6                                         | 10                                        | 10                                        | 10                                        | 10                                        | 52               | 91    | 5        |
| 10  | Eric Saade         | "Every Minute"            | 69     | 1.471.324        | 4                                         | 5                                         | 7                                         | 7                                         | 8                                         | 5                                         | 5                                         | 8                                         | 49               | 118   | 2        |
| 11  | Dotter             | "Little Tot"              | 57     | 1.488.599        | 6                                         | 7                                         | 8                                         | 8                                         | 6                                         | 4                                         | 4                                         | 5                                         | 48               | 105   | 4        |
| 12  | Arvingarna         | "Tänker inte alls gå hem" | 22     | 923.022          | 0                                         | 0                                         | 0                                         | 0                                         | 1                                         | 7                                         | 7                                         | 7                                         | 22               | 44    | 9        |

## Audiencias
El Melodifestivalen se emitió en directo en SVT1 y en lengua de signos en SVT24, así como para todo el mundo en SVT Play. La preselección de Suecia para Eurovisión fue lider destacada en la televisión sueca en todas las galas.
A continuación se muestra una tabla con los datos obtenidos en la emisión en directo de las galas en SVT1:
| Gala          | Fecha de Emisión | Audiencia         |
| ------------- | ---------------- | ----------------- |
| Semifinal 1   | 06/02/2021       | 3.233.000 (74.9%) |
| Semifinal 2   | 13/02/2021       | 2.913.000 (72,7%) |
| Semifinal 3   | 20/02/2021       | 3.188.000 (75,2%) |
| Semifinal 4   | 27/02/2021       | 2.953.000 (73,5%) |
| Andra Chansen | 06/03/2021       | 2.732.000 (69,2%) |
| Final         | 13/03/2021       | 3.625.000 (81,1%) |